# Йокадума
Йокаду́ма (фр. Yokadouma) — город на востоке Камеруна, в Восточном регионе, центр департамента Бумба и Нгоко. Население 16,5 тыс. человек (данные 2001 года).

## География
Город Йокадума находится в 150 километрах к юго-востоку от Бертуа, поблизости от границы с ЦАР. Связан автодорогой с городом Бертуа.
Город расположен в лесной местности.

## Население
| Численность населения по годам (тыс. чел.) |      |      |      |      |
| Дата оценки или переписи                   | 1976 | 1987 | 2001 | 2008 |
| Численность населения                      | 5,8  | 11,2 | 16,5 | 20,2 |

## Религия
В Йокадуме расположена католическая епархия (с 1991 года).

## Экономика
Йокадума — центр района золотодобычи и лесозаготовок. Основная отрасль — лесное хозяйство. В добыче золота занято примерно 5 тысяч жителей. Также развито сельское хозяйство, в первую очередь, выращивание кофе и какао.
Йокадума фигурирует в прессе как центр района незаконной добычи алмазов.

## Достопримечательности и архитектура
Туристы приезжают в город для посещения влажных тропических лесов. Застройка города деревянная, крыши изготавливаются из гофрированного железа или спрессованной травы.
Достопримечательности города и окрестностей:
- Статуя лесного слона на центральной площади города. Лесной слон, проживающий в окрестных лесах, — символ города.[6]
- Заповедник Локебе, в котором есть поселения пигмеев, обитают редкие животные, в том числе гориллы.[6]